# Ignatius van Zelder
Ignatius van Zelder, auch Ignaz van Zelder (* 1741 in Gouda; † nach 1806) war ein niederländischer Mediziner und praktischer Arzt in Gouda und Schoonhoven.

## Leben
Ignatius van Zelder studierte an der Universität Leiden Medizin, promovierte in Leiden unter dem Rektor Friedrich Wilhelm Pestel 1765 mit seiner Specimen pathologico-medicum inaugurale De noxis ex varia vestimentorum conditione und wirkte anschließend als praktischer Arzt in Gouda. Er lebte in Schoonhoven, wo er im Jahr 1782 Stadtarzt wurde und 1785 das Schöffenamt übernahm.
Ignaz van Zelder wurde auf Vorschlag des Mediziners Eduard Sandifort am 29. Juni 1769 unter der Präsidentschaft des Mediziners Andreas Elias Büchner mit dem akademischen Beinamen Eudoxus unter der Matrikel-Nr. 721 als Mitglied in die Kaiserliche Leopoldino-Carolinische Akademie der Naturforscher aufgenommen. In der Zeit vom 25. September 1770 bis 1806 war Ignatius van Zelder Mitglied der Zeeuwsch Genootschap der Wetenschappen.

## Schriften
- De noxis ex varia vestimentorum conditione. Specimen pathologico-medicum inaugurale, Joh. et Herm. Verbeek, Lugduni Batavorum 1765 (Digitalisat)